# Katastrofa lotu BOAC 781
Katastrofa lotu BOAC 781 – katastrofa samolotu de Havilland DH-106 Comet 1 należącego do brytyjskich linii lotniczych BOAC w pobliżu Elby na Morzu Tyrreńskim miała miejsce 10 stycznia 1954 roku. Maszyna odbywała lot z Singapuru do Londynu z międzylądowaniem w Rzymie. W katastrofie zginęli wszyscy znajdujący się na pokładzie – 29 pasażerów i 6 członków załogi.

## Statek powietrzny

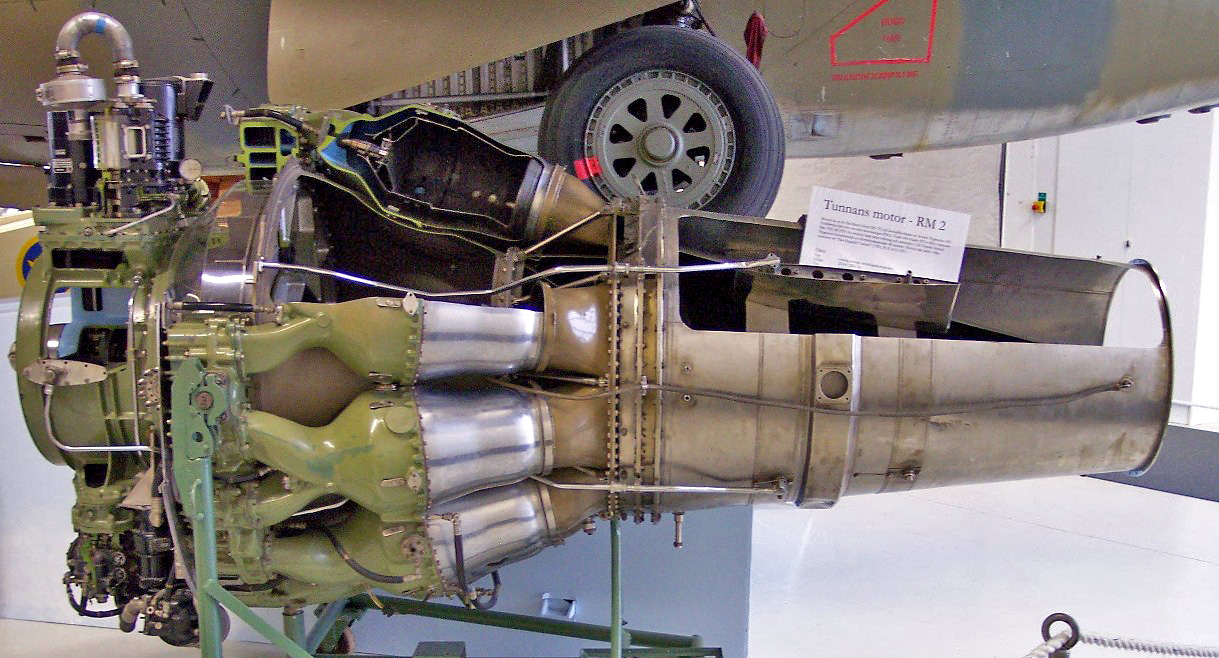
Silnik de Havilland Ghost, podobne były montowane w samolotach Comet

De Havilland DH-106 Comet 1 był pierwszym pasażerskim odrzutowcem na świecie. Maszyna powstawała dzięki doświadczeniu de Havilland w produkcji samolotów wojskowych. Bazą projektu było aluminiowe poszycie kadłuba połączone z czterema silnikami odrzutowymi typu Ghost. Odrzutowiec osiągał zawrotną wówczas prędkość, około 800 km/h, co znacznie skracało czas podróży. Było to możliwe dzięki lotom na znacznych wysokościach, gdzie powietrze było rozrzedzone. Comet G-ALYP był jedną z 17 maszyn wprowadzonych do służby i jedną z 9, jaką miało w swojej flocie BOAC. Wcześniej, 2 maja 1953, lecący z Kalkuty w Indiach inny Comet linii BOAC rozbił się niedługo po starcie z powodu bardzo złej pogody. Zginęli wszyscy na pokładzie.

## Pasażerowie
Wśród pasażerów znalazł się uznany korespondent wojenny i reporter BBC – Chester Wilmot, a także dziesięcioro dzieci.

## Przebieg zdarzeń
9 stycznia 1954 samolot brytyjskich linii lotniczych BOAC odbywał lot z Singapuru na lotnisko Londyn-Heathrow w Wielkiej Brytanii. 10 stycznia rano miała odbyć się ostatnia część podróży z lotniska w Rzymie do Londynu.
Około 9:40 inżynier BOAC, Gerry Bull, rozpoczął przegląd podwozia, silników i poszycia samolotu. Nie stwierdził żadnych nieprawidłowości. Dwadzieścia minut później do inżyniera dołączyła załoga samolotu, w tym 31-letni kapitan, Alan Gibson – jeden z najmłodszych pilotów brytyjskiego przewoźnika. Około 10:05 zakończono załadunek bagaży. O 10:18 zakończono kontrolę przed startem, wszystko wydawało się być w porządku. Kapitan Gibson podpisał kontrolę przedstartową i zaczął przygotowania do lotu. Przed Cometem wystartował inny samolot BOAC – Argonaut o nazwie kodowej George How Jig, który również leciał do Londynu. Za sterami Argonauty siedział kapitan Johnson. O 10:30 de Havilland rozpoczął kołowanie na pas startowy. Wieża kontroli pozwoliła na start. Minutę później Comet oderwał się od ziemi i obrał kurs na lotnisko docelowe – Heathrow. Kilka minut po starcie kapitan Johnson zapytał przez radio kapitana Gibsona o warunki pogodowe i wysokość podstawy chmur. Gibson odpowiedział: „Jesteśmy na 6000 metrów. Powiem ci, kiedy chmury się skończą”. O 10:42 kapitan Cometa połączył się z wieżą kontroli lotów w Rzymie i przekazał informacje o swojej wysokości. Około 10:51 kapitan Gibson drugi raz połączył się z kapitanem Johnsonem: Yoke Peter do George How Jig. Odebrałeś wiado..., wiadomość urwała się w połowie zdania. Zaniepokojony kapitan Johnson wezwał wieżę kontroli lotów w Rzymie i zgłosił brak kontaktu z Cometem. Pięć minut po ostatniej wiadomości od lotu 781, kontrola bezskutecznie próbowała nawiązać łączność z odrzutowcem. O 11:15 do kontrolerów dotarła wiadomość, że niedaleko Elby do wody wpadł samolot. Niemal natychmiast na ratunek popłynęło kilka kutrów rybackich z wyspy. Na miejscu rybacy znaleźli tylko kilka ciał i niewielkie szczątki maszyny. Wyłowiono 15 z 35 ciał. Tymczasem na Heathrow wiedziano już o katastrofie i zaczęto informować bliskich pasażerów. Znalezione ciała przewieziono i złożono w kaplicy w Porto Azzurro. Wieści o tragedii szybko się rozeszły – prasa na całym świecie pisała o katastrofie lotu BOAC 781.

## Poszukiwanie wraku i przebieg śledztwa
Już kilka godzin po wypadku eksperci z BOAC rozpoczęli własne śledztwo dotyczące przyczyn katastrofy. Przypadek był trudny, ponieważ samolot spoczywał na dnie morza, a w 1954 nie było jeszcze czarnych skrzynek. Krótko po tragedii zawieszono wykonywanie wszystkich lotów odrzutowców, przez co tylko BOAC straciło miliony funtów. 23 marca uchylono jednak ten przepis i Comety ponownie mogły latać.
Prasa zaczęła spekulować, że za katastrofą mógł kryć się sabotaż, przeprowadzony przez komunistów (były to pierwsze lata zimnej wojny).
Naoczni świadkowie opowiadali o „wielkiej obracającej się kuli ognia”, która ciągnęła za sobą smugę dymu. Pilot Argonauty – kapitan Johnson – wspominał o tym, że przekaz radiowy urwał się w połowie zdania. Wielu wskazówek dostarczyli także patolodzy – po przeprowadzeniu sekcji zwłok okazało się, że ofiary doznały wielu złamań kończyn i żeber oraz pęknięcia czaszek. Dodatkowo wiele ciał miało uszkodzone bądź wręcz rozsadzone płuca. Lekarze nie znaleźli żadnych śladów wybuchu bomby.
Premier Wielkiej Brytanii – Winston Churchill z powodu braku postępów w śledztwie nakazał Royal Navy wydobyć wrak Cometa. Zadanie utrudniała jednak zła pogoda oraz brak dokładnej pozycji wraku. 12 lutego brytyjska Marynarka Wojenna znalazła pierwszą z części samolotu. Kilka tygodni trwało wyławianie niewielkich fragmentów płatowca. Kawałki wysyłano do Wielkiej Brytanii, gdzie były identyfikowane. Trwało to ponad 4 miesiące.

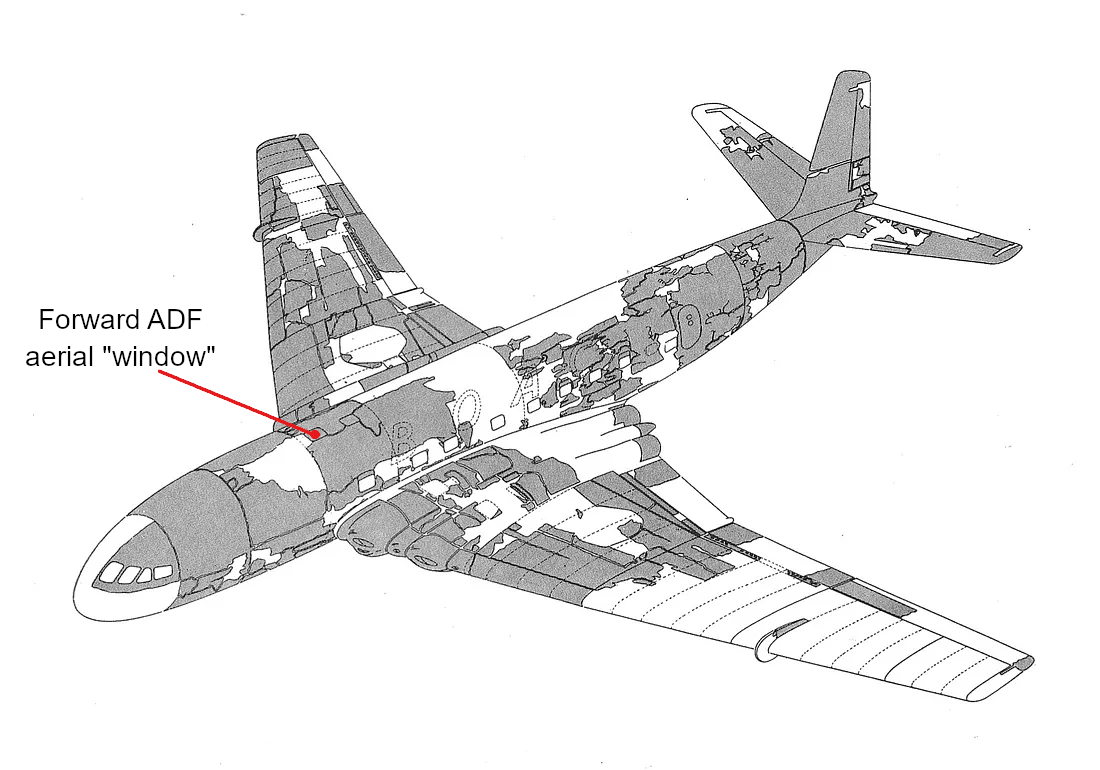
Ilustracja prezentująca części (szare), które udało się wyłowić z dna morza

W trakcie śledztwa, dwa tygodnie po wznowieniu lotów, doszło do kolejnej tragedii – 8 kwietnia 1954 roku Comet linii South African Airways z 14 pasażerami i 7 członkami załogi lecący z Rzymu do Egiptu również rozpadł się w locie, zginęli wszyscy na pokładzie. Prasa ponownie przywoływała pogłoski o sabotażu.
Churchill przekazał śledztwo Sir Arnoldowi Hallowi. Pierwszą poszlaką były przedmioty zaklinowane pod ogonem, co mogło sugerować eksplozję w przedniej części samolotu. W międzyczasie dokonano sekcji zwłok ofiar drugiej tragedii. Obrażenia były podobne – liczne złamania i rozsadzone płuca. Dowody te dały początek nowej teorii – pęknięcia samolotu wskutek sztucznie utrzymywanego ciśnienia wewnątrz kadłuba. Przeprowadzono eksperyment – pleksiglasowy kadłub w skali został umieszczony w komorze ciśnieniowej. Zgodnie z hipotezą nastąpiła nagła dekompresja, udające pasażerów manekiny wystrzeliły pionowo do góry, uderzając o sklepienie kokpitu. Tłumaczyło to liczne złamania oraz uszkodzenie płuc ofiar obu katastrof.
Testy de Havilland wykazały, że poszycie kadłuba powinno wytrzymać znacznie więcej niż wylatały maszyny. Hall nie dowierzał jednak testom producenta i sam zaplanował wykonanie szeregu prób. Śledząc proces produkcji odrzutowca zauważył, że aluminiowe poszycie kadłuba jest bardzo cienkie. Postanowił wykonać nowatorski test – nakazał budowę dużego zbiornika na wodę o wymiarach 34×7×5 metrów (długość×szerokość×wysokość), która trwała 6 tygodni. 29 maja rozpoczęto test – do zbiornika wprowadzono pusty samolot i zalano go wodą tak, by różnica ciśnień odpowiadała tej na wysokości 12 000 metrów.

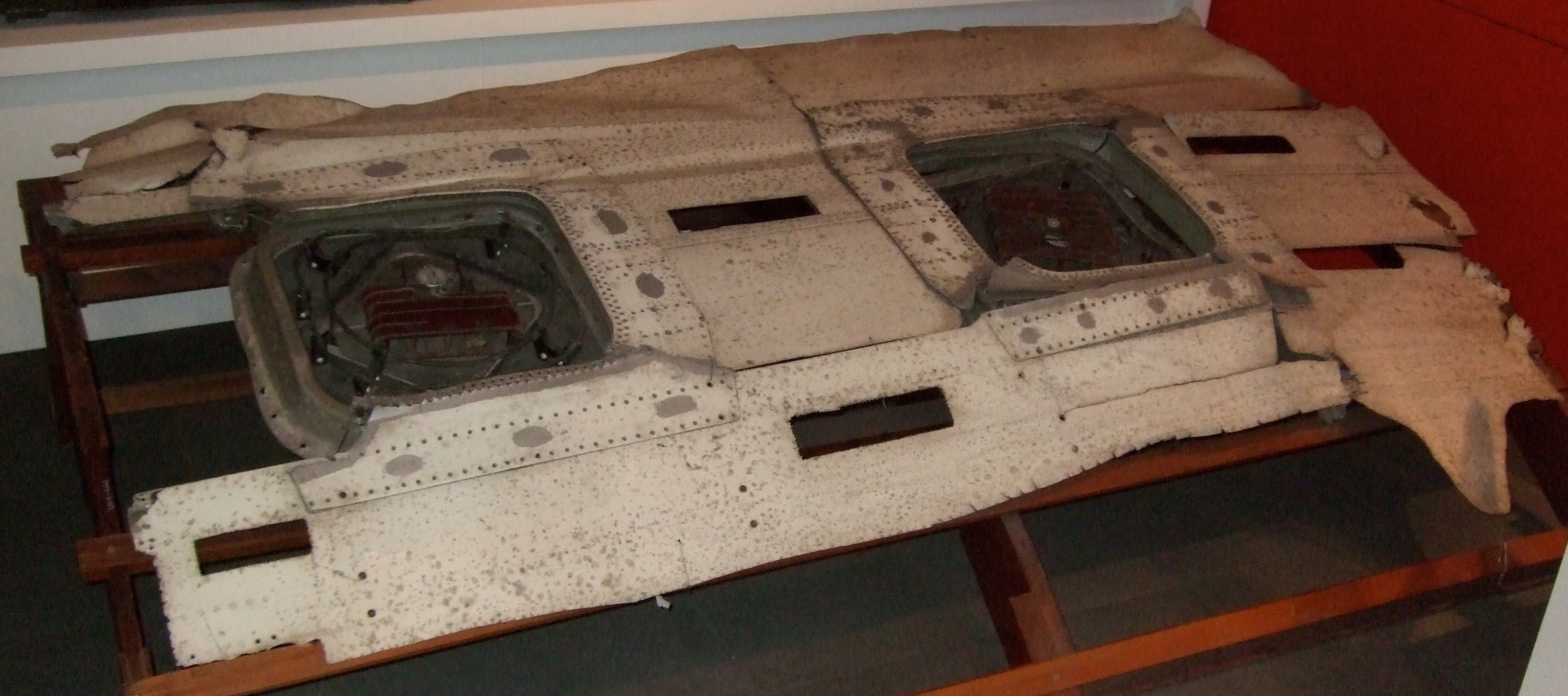
Zdjęcie części wraku na którym powstało fatalne pęknięcie (Muzeum Nauki w Londynie)

W tym samym czasie na drewnianym stelażu znalazło się około ⅔ samolotu. Badania potwierdziły teorię Halla o gwałtownej dekompresji kadłuba samolotu, który pękł na spojeniach. 24 czerwca ekipa testująca samolot w zbiorniku z wodą poinformowała, że kadłub pękł. Dziura o długości 2 i szerokości 1 metra znajdowała się na linii drzwi i okien. Wskazywało to na wadę konstrukcyjną maszyny. Eksperci postanowili poszukać śladów zmęczenia materiału. Poszlaki znaleziono oglądając okolice okien samolotu. Okazało się, że przy montowaniu okien zamiast kleju (jak było na planach) użyto nitów, które były wstrzeliwane w kadłub, dając początek mikropęknięciom. Te malutkie pęknięcia powiększały się z każdym lotem. 12 sierpnia odnaleziono fragment sklepienia kadłuba, na którym znaleziono pęknięcia zmęczeniowe.
19 października 1954 sir Arnold Hall zaprezentował wyniki dochodzenia przed komisją śledczą.
Cztery lata po wypadkach, swój pierwszy lot odbyła nowa konstrukcja – Comet 4, która ponownie latała dla linii lotniczych (w Comet 2 i 3 nie usunięto wszystkich wad), ale z powodu braku zamówień samolot nie odniósł dużego sukcesu komercyjnego dla firmy. Hegemonię de Havilland na produkcję pasażerskich samolotów odrzutowych przerwało amerykańskie przedsiębiorstwo Boeing Company, które do dziś jest jedną z największych wytwórni lotniczych.
W 2006 metalurg lotniczy – Paul Withey ponownie przyjrzał się sprawie, wykorzystując nowoczesną technikę. Po serii badań i testów potwierdził, że eksperci sprzed pół wieku mieli rację co do przyczyn wypadku.

## Pomnik
Po katastrofie, na Elbie wzniesiono pomnik upamiętniający ofiary lotu BOAC 781.